# Verbindlicher Vorbescheid
Ein verbindlicher Vorbescheid, auch advance ruling oder advance tax ruling (von englisch to rule = entscheiden), ist eine verbindliche Auskunft einer Steuerbehörde gegenüber einer juristischen oder natürlichen Person betreffend deren Besteuerung. In Deutschland wird auch von einer verbindlichen Auskunft gesprochen.

## Bedeutung
Mit der Auskunft will sich der Antragsteller in der Regel Rechtssicherheit bei geplanten Investitionen oder Umstrukturierungen verschaffen.
Der Steuerpflichtige legt dar, welchen Sachverhalt er zu verwirklichen beabsichtigt, welchen steuerrechtlichen Standpunkt er dazu vertritt, formuliert bestimmte Rechtsfragen und ersucht um Auskunft, wie die Behörde diesen Sachverhalt steuerlich beurteilt. Die Steuerbehörde erteilt nach Prüfung der Rechtslage dem Steuerpflichtigen eine schriftliche Auskunft, an die sie bei der steuerlichen Veranlagung gebunden ist, wenn der später verwirklichte Sachverhalt von dem der Auskunft zugrunde gelegten nicht oder nur unwesentlich abweicht.

## Wirkung
Verbindliche Vorbescheide haben einen hohen Stellenwert im internationalen Steuerwettbewerb, zumal in einer globalisierten Welt alle potentiellen Standorte um Investoren konkurrieren. Aus rechtsstaatlicher Sicht werden steuerrechtliche Vorbescheide kontrovers diskutiert, etwa im Rahmen der Luxemburg-Leaks. Insbesondere verlangt das Gleichbehandlungsgebot, dass alle Steuersubjekte vor dem Staat gleich behandelt werden. Da Vorbescheide nicht öffentlich zugänglich sind, ist dies – im Gegensatz zu für jedermann gültigen Steuergesetzen, Doppelbesteuerungsabkommen oder Weisungen – nicht nachprüfbar. Von offizieller Seite gibt es denn auch kaum Auskünfte zu Anzahl oder Art von Rulings. Entsprechend stehen Rulings in der Kritik, in nicht gerechtfertigter Weise zur Steigerung des Standortvorteils verwendet zu werden.

## Internationale Verbreitung
Entsprechende Regelungen finden sich beispielsweise in der Schweiz, in Deutschland, in Irland, den Niederlanden, Belgien oder Singapur.

## Reformbestrebungen

### Europäische Union
Die Mitgliedstaaten der Europäischen Union tauschen momentan nur sehr begrenzt Informationen über Steuervorbescheide aus. Jeder Mitgliedstaat entscheidet nach eigenem Ermessen, ob ein Bescheid für einen anderen Mitgliedstaat von Belang sein könnte. Daher wissen die Mitgliedstaaten oft nicht, dass von einem anderen Staat in der EU ein Steuervorbescheid erteilt worden ist, der sich auf ihre eigene Steuerbasis auswirken könnte. Manche Unternehmen machen sich diesen Mangel an Transparenz zunutze, um ihren Steueranteil zu kürzen.
Die Europäische Kommission strebt daher eine Harmonisierung der nationalen Steuersysteme, insbesondere bei der Unternehmensbesteuerung an, um einen wettbewerbswidrigen Missbrauch von Steuervorentscheidungen durch Rechtsflucht zu verhindern. Dazu sollen eine gemeinsame Grundlage für die Bemessung der Körperschaftssteuer geschaffen sowie der automatische Informationsaustausch zwischen den nationalen Steuerbehörden durch einheitliche Transparenzstandards bei grenzüberschreitenden Steuervorentscheidungen verbessert werden.
Im Februar 2015 hat das Europäische Parlament einen Sonderausschuss beschlossen, um „Steuervorbescheide und andere Maßnahmen ähnlicher Art oder Wirkung“ in den EU-Ländern zu untersuchen und Empfehlungen für die Zukunft abzugeben.
Im Oktober 2015 einigten sich die EU-Mitgliedsstaaten auf eine Richtlinie zum automatischen Austausch von Steuervorbescheiden. Mit Umsetzung der Richtlinie bis Ende 2016 werden die Mitgliedstaaten nicht länger nach freiem Ermessen über Inhalt, Zeitpunkt und Adressat der Informationsweitergabe entscheiden können. Durch die damit ermöglichten gegenseitigen Kontrollen soll es den Steuerbehörden künftig schwerer fallen, einzelnen Unternehmen eine steuerliche Vorzugsbehandlung anzubieten. Davon verspricht sich die EU einen gesünderen Steuerwettbewerb.

### OECD
Die Organisation für wirtschaftliche Zusammenarbeit und Entwicklung (OECD) hatte 2014 einen Aktionsplan entwickelt, um internationale Standards zur Besteuerung von Unternehmenseinkünften auf internationaler Ebene abzustimmen, den der damalige EU-Kommissar für Steuern und Zollunion, Audit und Betrugsbekämpfung Algirdas Šemeta begrüßte. Das sog. BEPS-Projekt (Base Erosion and Profit Shifting, dt. Gewinnverkürzung und Gewinnverlagerung) wurde im Oktober 2015 abgeschlossen. Der konkrete Umsetzungsbedarf in Deutschland wird gegenwärtig geprüft.